# Aflossing van de wacht
De aflossing van de wacht of wisseling van de wacht is een officiële overdracht van de verantwoordelijkheid voor de veiligheid.
In vele landen van de wereld wordt de residentie van het staatshoofd bewaakt door een militaire wacht; dit kan eveneens gelden voor de ambtswoning van een minister-president, het parlementsgebouw of een ministerie. Ook bij monumenten en graven kan een wacht worden gehouden, die dan afgelost moet worden.
De wacht wordt soms op ceremoniële wijze afgelost, met groots militair vertoon, wat soms 45 minuten kan duren. Monarchieën als het Verenigd Koninkrijk en de Scandinavische landen hanteren ceremonieel vertoon, maar ook republieken als Tsjechië, Griekenland kennen hier een rijke traditie in.
Natuurlijk moet de wacht meerdere keren per dag afgelost worden. Zegt men dat de wacht een keer per dag (of nog minder) wordt afgelost, dan bedoelt men enkel de ceremoniële aflossing. Bij de andere gelegenheden is de aflossing een onopvallende gebeurtenis.

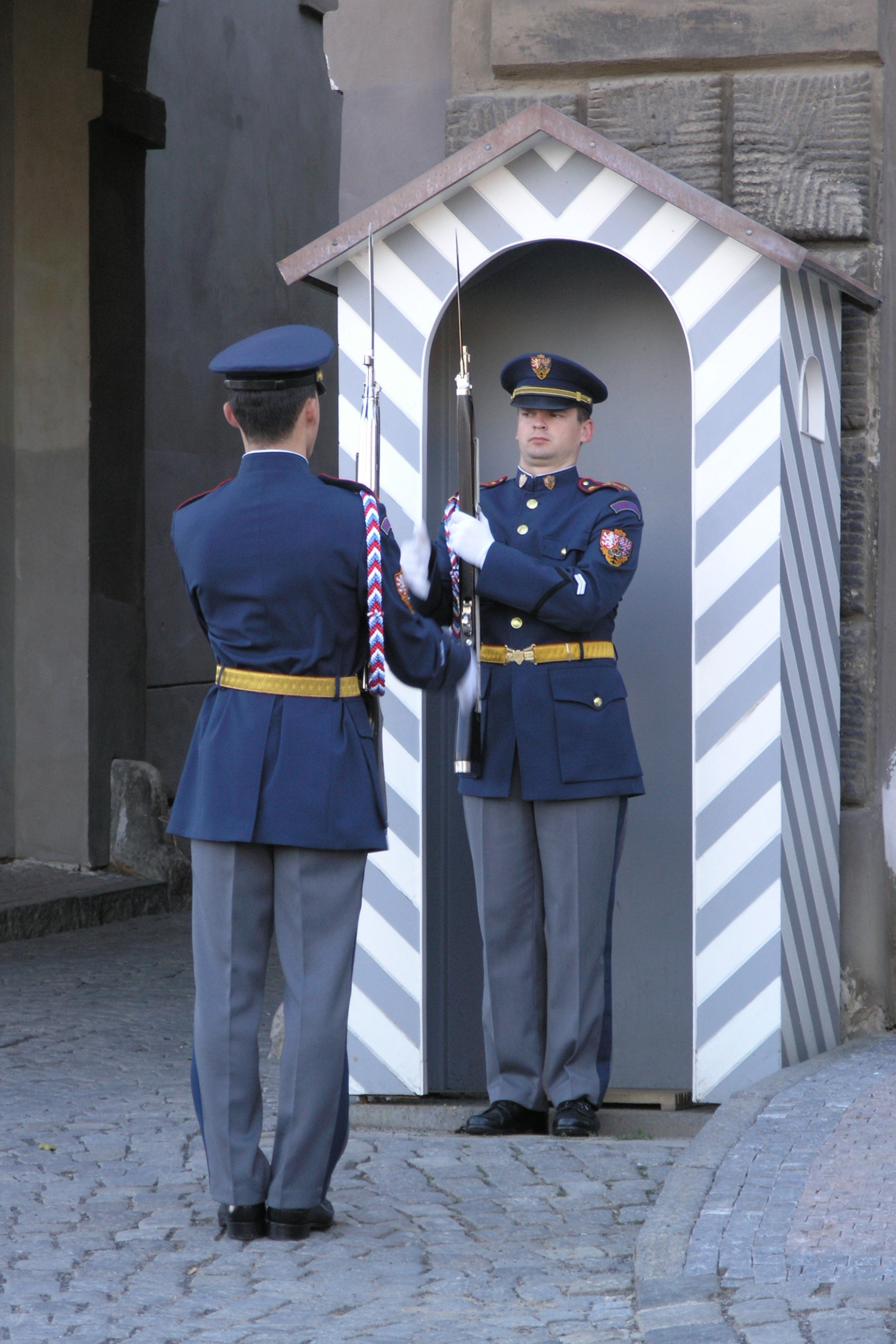
Aflossing van de wacht bij de Praagse burcht

## Denemarken
Op paleis Amalienborg, de koninklijke residentie in Kopenhagen, staat de Kongelige Livgarde 24 uur per dag op wacht. De aflossing vindt elke dag plaats om 12 uur 's middags. De parade gaat van de kazerne naar Slot Rosenborg.
Er zijn drie soorten aflossingen:
- Kongevagt - wanneer de vorst in residentie is; vergezeld door de koninklijke kapel.
- Løjtnantsvagt - wanneer prins Henrik verblijft in het paleis of kroonprins Frederik en prins Joachim verblijven in Amalienborg, in de hoedanigheid van regenten; begeleid door fluiten en trommels.
- Palævagt - wanneer de kroonprins of prins Joachim verblijft op deze plaats, maar niet in de hoedanigheid van regenten; de garde marcheert door Kopenhagen zonder muzikale begeleiding.

## Duitsland
Duitsland had vóór 1918 veel Ehrenwachen, bij het koninklijk/keizerlijk slot in Berlijn, maar ook bij bijna elke andere residentie van de keizerlijke familie en ook bij residenties van andere Duitse vorsten. Ná 1918 concentreerde de traditie zich op de Neue Wache in Berlijn. Ook in de DDR stonden voor het gebouw soldaten van een Wachregiment.
In de Bondsrepubliek is een Ehrenwache minder gebruikelijk dan vóór 1945. Een Ehrenwache van de Bundeswehr dient tegenwoordig voor bijzondere gelegenheden. Vaak is het op- en aftreden van de wacht een onderdeel van de ceremonie, maar zonder een eigenlijke afwisseling van de wacht.

## Griekenland
In de Griekse hoofdstad Athene zorgen leden van de Evzone voor bewaking van het presidentieel paleis en aan de voet van het gebouw van het parlement van Griekenland bij het graf van de onbekende soldaat aan het Syntagmaplein. Met name het wisselen van de wacht bij het graf van de onbekende soldaat is uitgegroeid tot een toeristische attractie.
Elke zondag om 11.00 uur vindt er een uitgebreidere ceremoniële wisseling van de wacht plaats. Een parade van Evzones en een militaire band begint bij het kamp van de Evzones (net achter het parlementsgebouw) en marcheert door Vasilissis Sofias Avenue waar ze het graf van de onbekende soldaat bereiken. Hier vindt een plechtige ceremoniële wisseling van de wacht plaats. Bij deze gelegenheid dragen de verschillende militairen de officiële uniformen van de Evzones. Voor het goed laten verlopen van de ceremonie zijn Vasilissis Sofias Avenue en Amalias Avenue op zondagmorgen van ongeveer 10.55 tot 11.05 uur kort afgesloten voor het verkeer.

## Hongarije
Voor het presidentieel paleis op de Burcht van Boeda vindt dagelijks ieder uur de wisseling van de wacht plaats. Om 12.00 uur ’s middags is de uitgebreide aflossing met ceremoniële wachters en tromslagen. De ceremonie duurt ongeveer 10 minuten.

## Monaco
De aflossing van de wacht vindt iedere dag plaats voor het prinselijk paleis van Monaco om 11.55 uur door de Compagnie des Carabiniers du Prince. Deze ceremonie met twee trommels en twee trompetten duurt slechts enkele minuten. Bij speciale gelegenheden wordt ook een parade van paleiswacht, politie en brandweer gehouden.

## Nederland

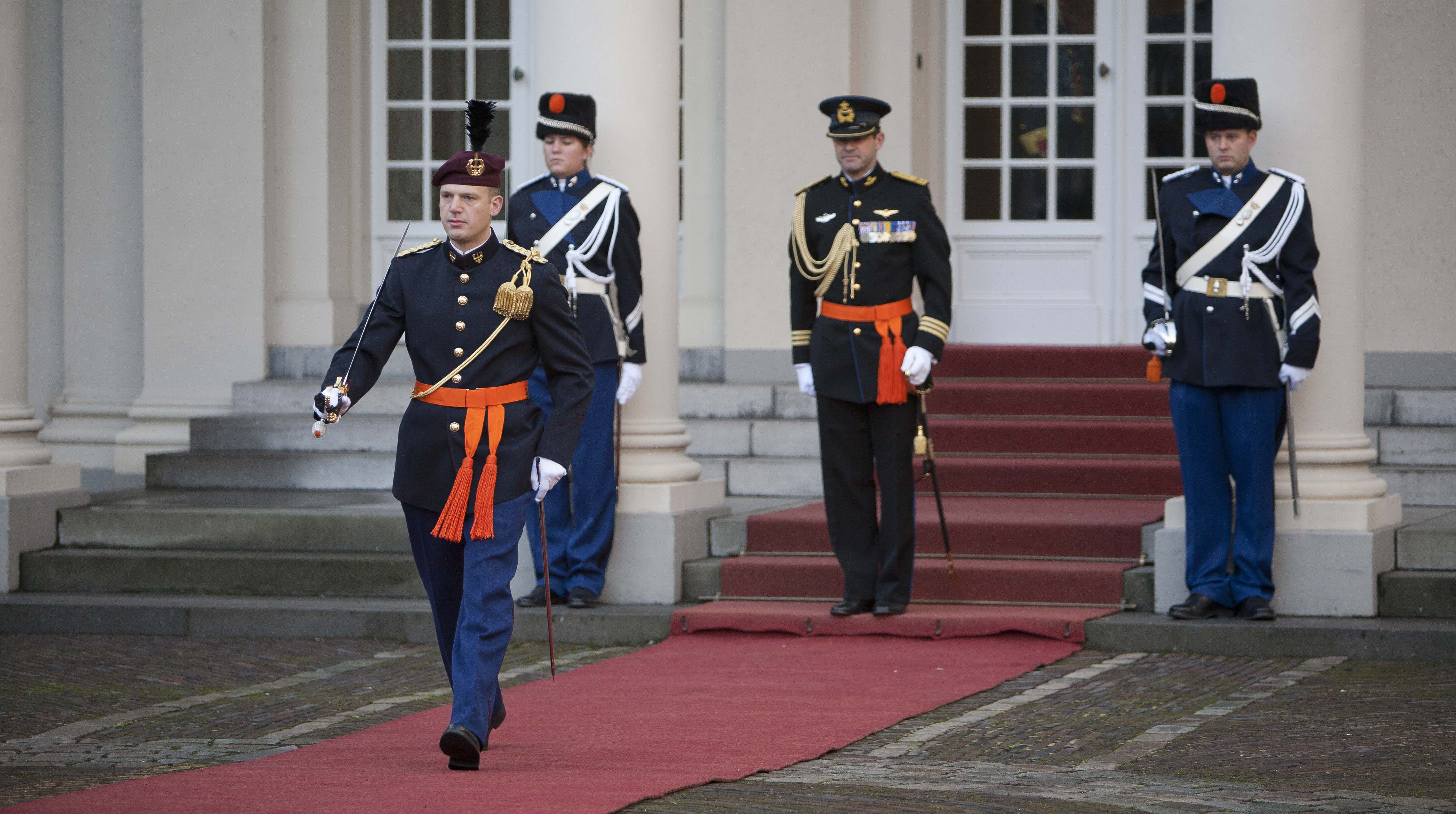
In Nederland bestaat een erewacht alleen bij speciale gelegenheden, dus niet elke dag.

In tegenstelling tot andere monarchieën in Europa kent Nederland geen grootse ceremonie bij de aflossing van de militaire wacht door de Koninklijke Marechaussee bij het paleis. De koninklijke marechaussee heeft de taak te waken over de veiligheid van de leden van het Koninklijk Huis. De beveiliging wordt uitgevoerd bij de paleizen Huis Ten Bosch, Noordeinde, Soestdijk, Drakensteyn, Het Loo en de Eikenhorst. Het paleis op de Dam heeft militaire wacht bij officiële ontvangsten, zoals tijdens een staatsbezoek, de nieuwjaarsreceptie van het staatshoofd en prijsuitreikingen. De ambtswoning van de minister-president, het Catshuis, en het NAVO-hoofdkwartier in Brunssum worden ook bewaakt door de Koninklijke Marechaussee. Bij officiële ontvangsten dragen de leden van de marechaussee een ceremonieel tenue. De aflossing gebeurt op sobere wijze en duurt ongeveer 5 minuten. In antwoord op Kamervragen gaf het kabinet in 2008 aan vanwege de kosten, de verkeerssituatie en de geschiktheid van het paleis een uitgebreide ceremoniële wisseling van de wacht bij het Paleis op de Dam niet te willen invoeren.

## Noorwegen
In Oslo wordt het koninklijk paleis van Oslo 24 uur per dag bewaakt door Hans Majestet Kongens Garde. Elke dag om 13.30 uur is er een wisseling van de wacht buiten voor het paleis. De ceremonie, die uit twee delen bestaat, duurt ongeveer 40 minuten. De ceremonie vindt eveneens plaats op Akershus, een kasteel in de Noorse hoofdstad. Hans Majestet Kongens Garde bestaat uit mensen in de militaire dienstplicht, maar ook uit vrouwen die besloten hebben zich vrijwillig hierbij aan te sluiten.

## Spanje
Indien het weer het toelaat en het geen bijzondere feest- of gedenkdag is wordt iedere eerste woensdag van de maand om 11.00 uur met veel ceremonieel de wacht afgelost voor het Koninklijk Paleis van Madrid (met 405 personen en 105 paarden). De inkomende en uitgaande militairen, gekleed in gala-uniform, wachten met het geweer op hun schouders op de overdracht. Soldaten marcheren, na de officiële orders en opdrachten, op het ritme van een fluit (een zeer hoge toon van een piccolo, gebruikt in een militaire kapel) en een trommel. Cavaleristen (ruiters met paard) met speer of sabel, doen eveneens mee aan deze ceremonie; ze marcheren aan de voorkant van het koninklijk paleis.

## Tsjechië
Ieder uur vindt op de binnenplaats van de burcht van Praag de aflossing van de wacht plaats. Deze ceremoniële wisseling vindt sinds 1990 weer dagelijks plaats. Om 12.00 uur 's middags is de grote ceremonie. Vanaf de 2e verdieping van het paleis begeleiden trompetten en trommels de overdracht. Na het marcheren van een grote groep militairen over de binnenplaats neemt een nieuwe groep militairen de wacht op zich.

## Vaticaanstad
De paus wordt als staatshoofd beveiligd door de pauselijke Zwitserse garde, de pontificale bewakingseenheid van deze staat. Ook zij worden op bepaalde tijden afgewisseld van militaire wacht.

## Verenigd Koninkrijk

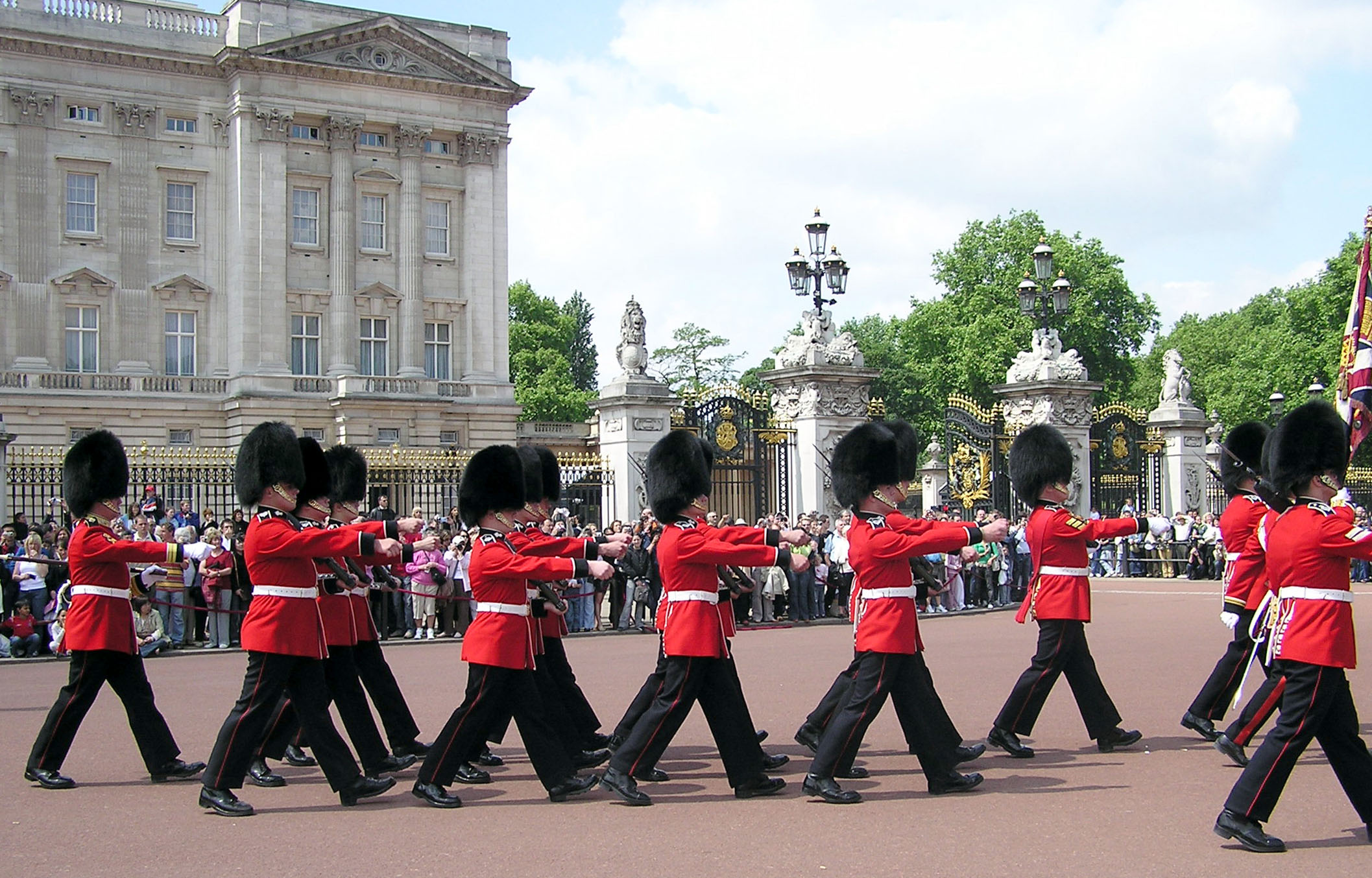
Aflossing van de wacht in Londen bij Buckingham Palace

De bekendste ceremonie van de aflossing van de wacht is bij Buckingham Palace in Londen. De erewacht symboliseert de functie van hoofd van de krijgsmacht van de vorstin. Kenmerkend voor de Britse paleizen is dat dit 's morgens om 11.00 uur met een uitgebreid ceremonieel geschiedt. In de winter geschiedt dit om de andere dag. De aflossing van de wacht is een toeristische attractie. Dit eeuwenoude ceremonieel is een voorbeeld van de tradities die nog steeds leven aan het Britse hof. Tijdens de 45 minuten durende ceremonie zorgt de Gardekapel van de Koningin voor muzikale begeleiding. De muziek varieert van traditionele militaire marsen, liedjes uit films en musicals tot zelfs bekende popsongs.
Behalve bij Buckingham Palace vindt de ceremonie plaats bij St. James's Palace, de Tower of London en Windsor Castle.

## Zuid-Korea
In Zuid-Korea wordt elke dag van de week, behalve op dinsdag, bij het Deoksugung-paleis en het Gyeongbokgung-paleis de wisseling van de wacht nagebootst. De ceremonie stamt uit de Joseondynastie.

## Zweden
In de Zweedse hoofdstad Stockholm vindt voor de officiële residentie van de koning dagelijks de aflossing van de wacht plaats door de koninklijke lijfwacht namens de Zweedse strijdkrachten. In de zomermaanden gaat dit gepaard met een militaire parade en band door het centrum van Stockholm. Naar schatting wonen per jaar ruim 800.000 toeristen de ceremonie bij op de binnenplaats van het koninklijk paleis.

## Fotogalerij

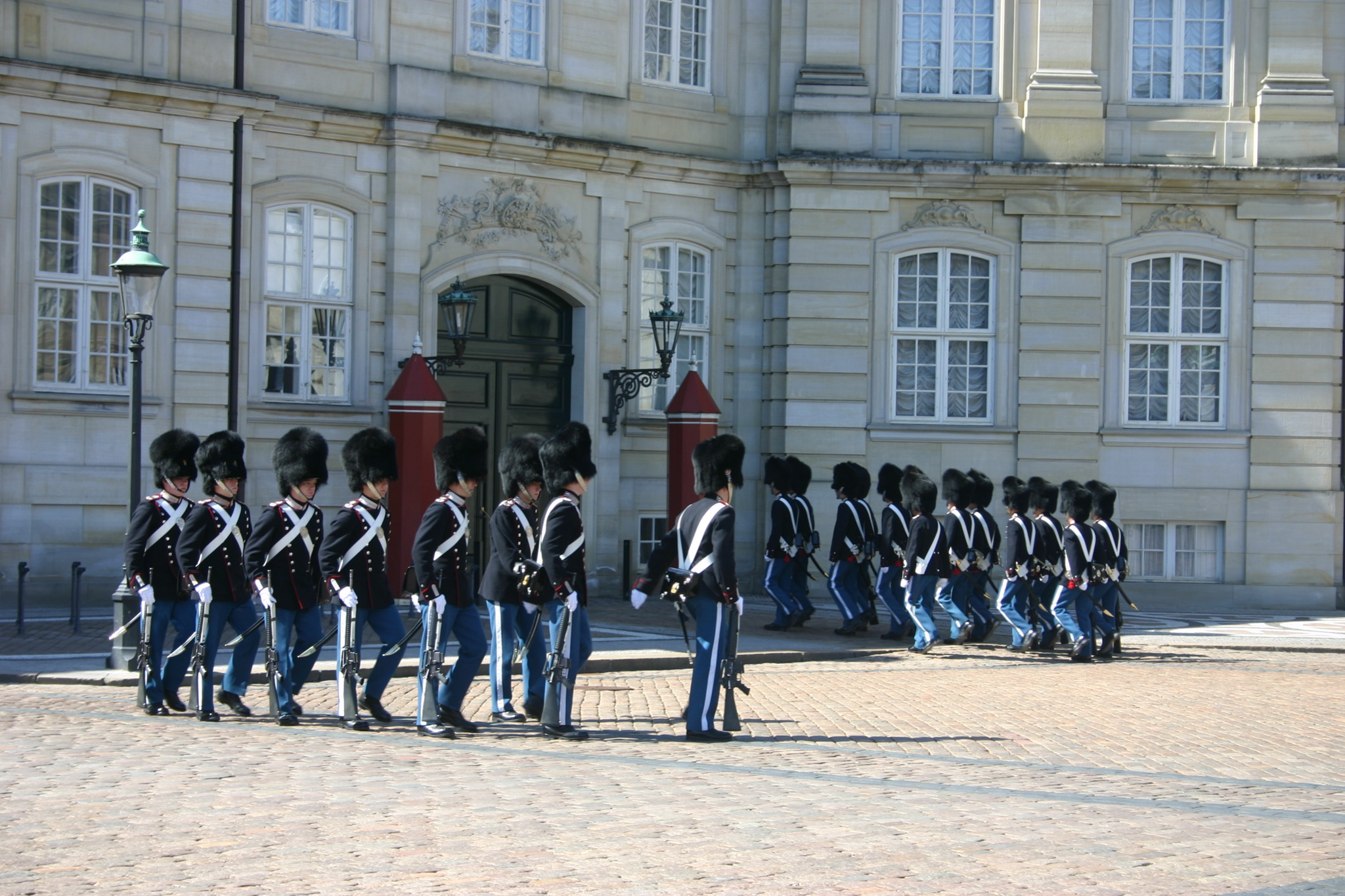
De militaire wacht wisselt voor het paleis Amalienborg
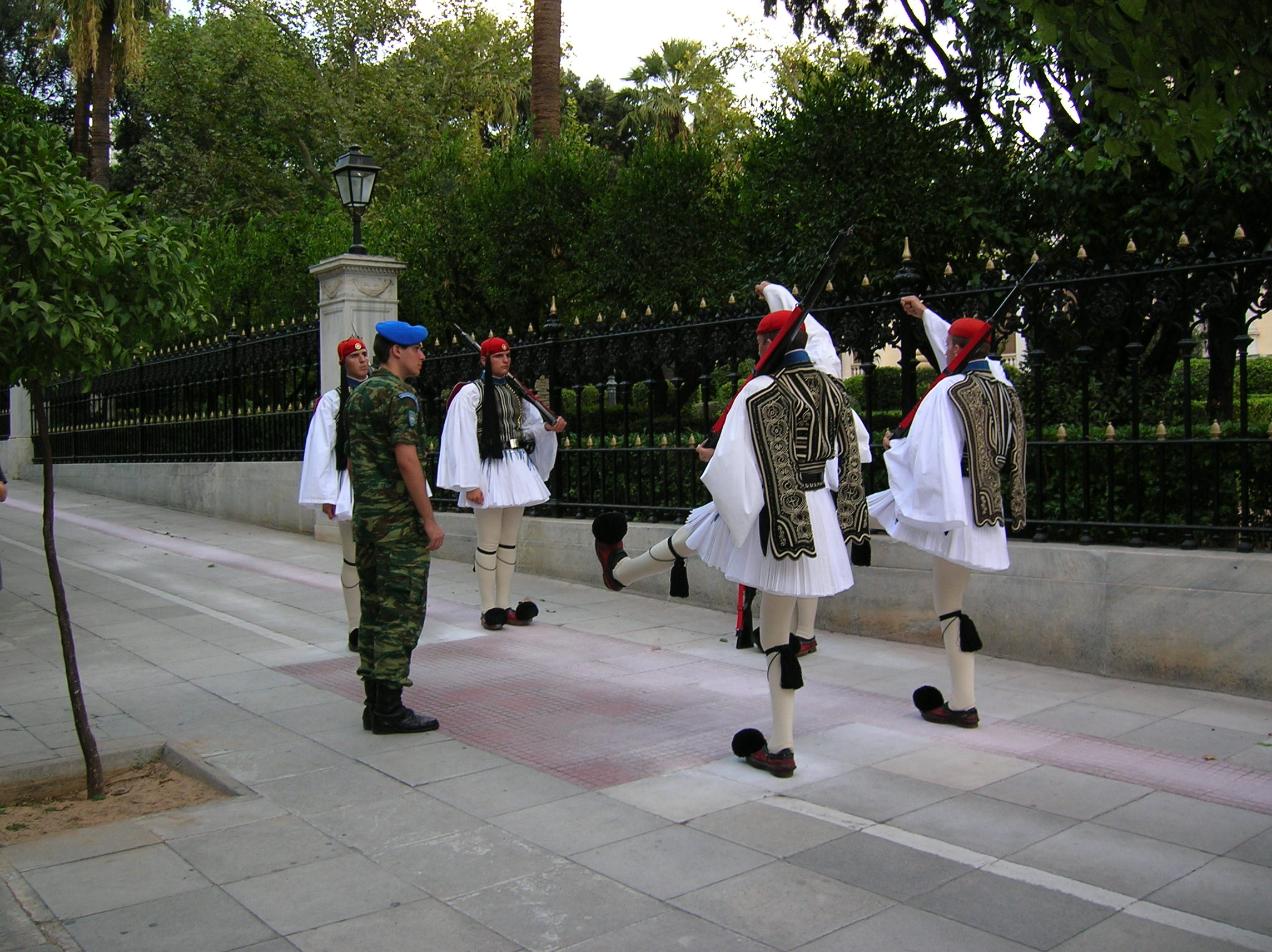
Wisseling voor het presidentieel paleis van Griekenland
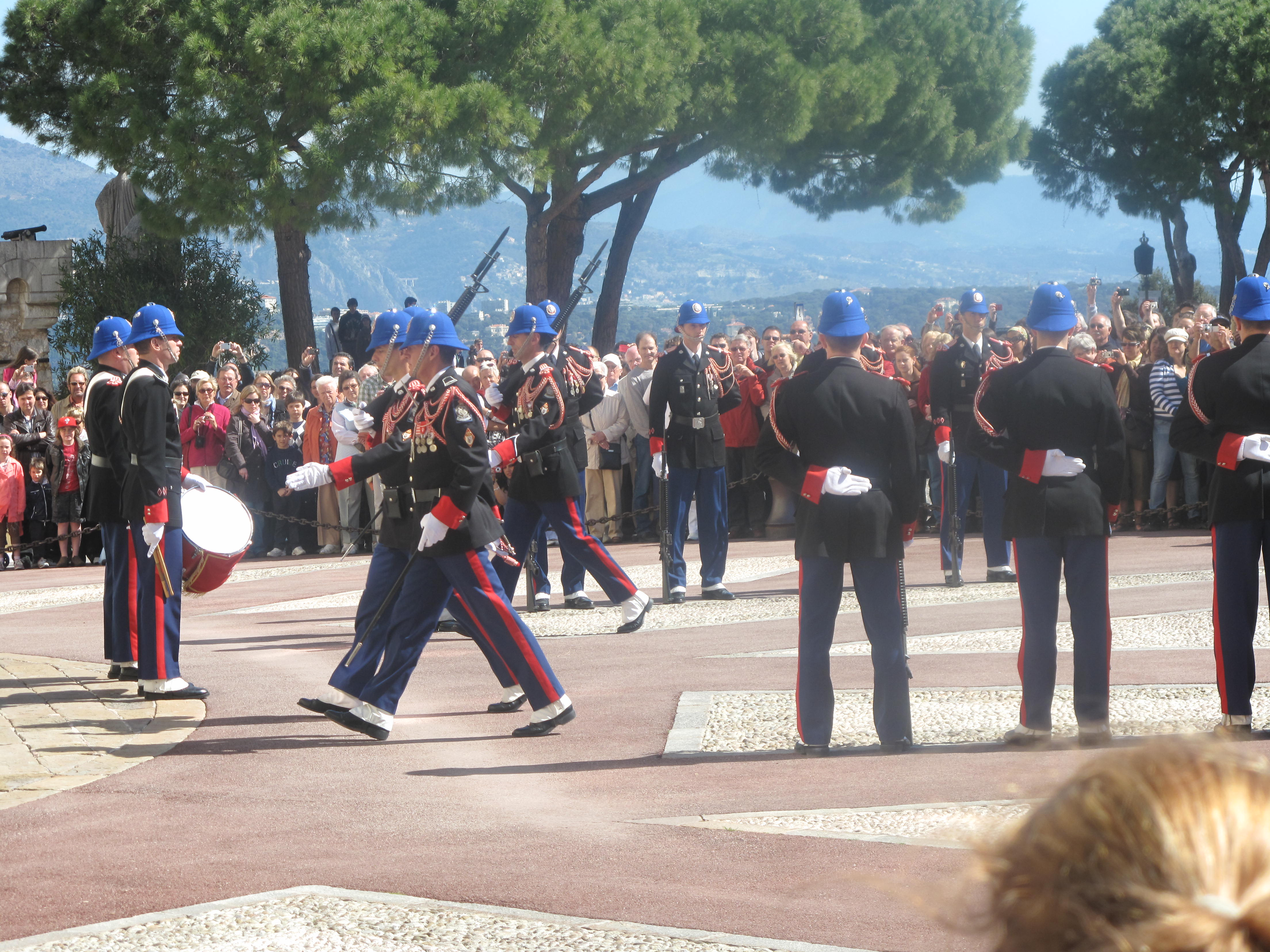
Ceremonie op het plein voor het prinselijk paleis van Monaco
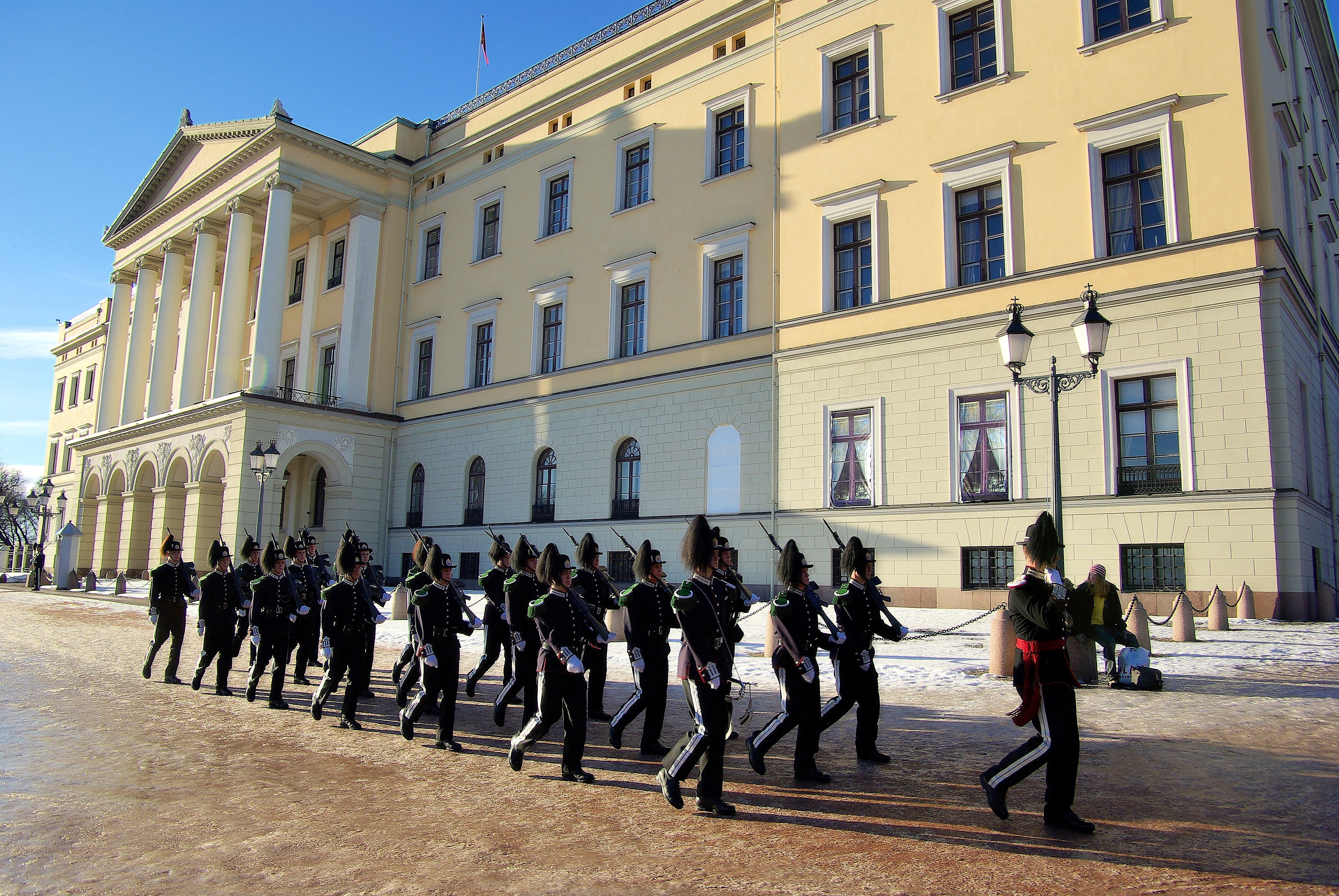
De koninklijke bewakers van Hans Majestet Kongens Garde marcheren langs het koninklijk paleis van Oslo voor de overdracht
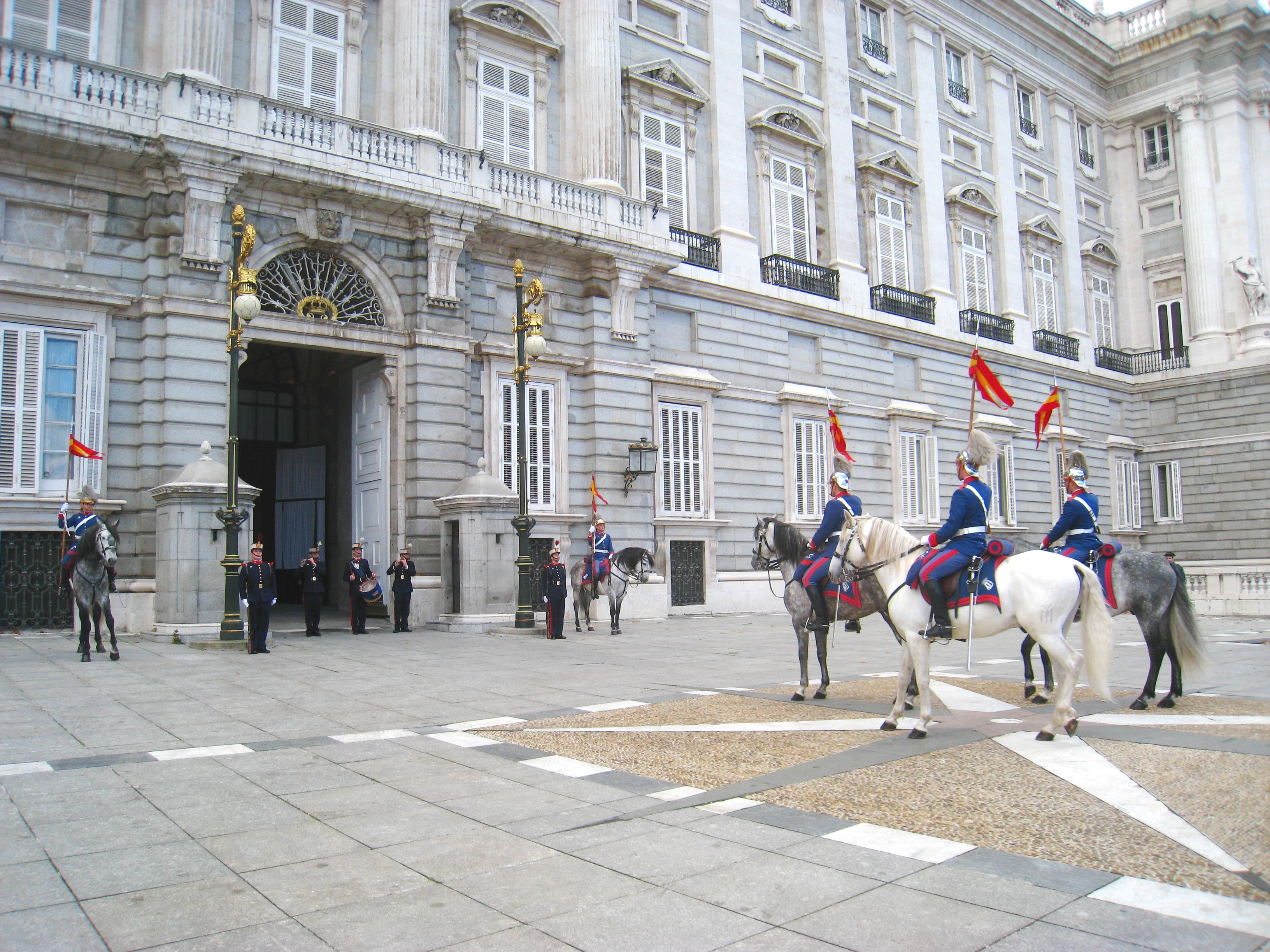
De rijke ceremonie, inclusief cavaleristen, in Madrid
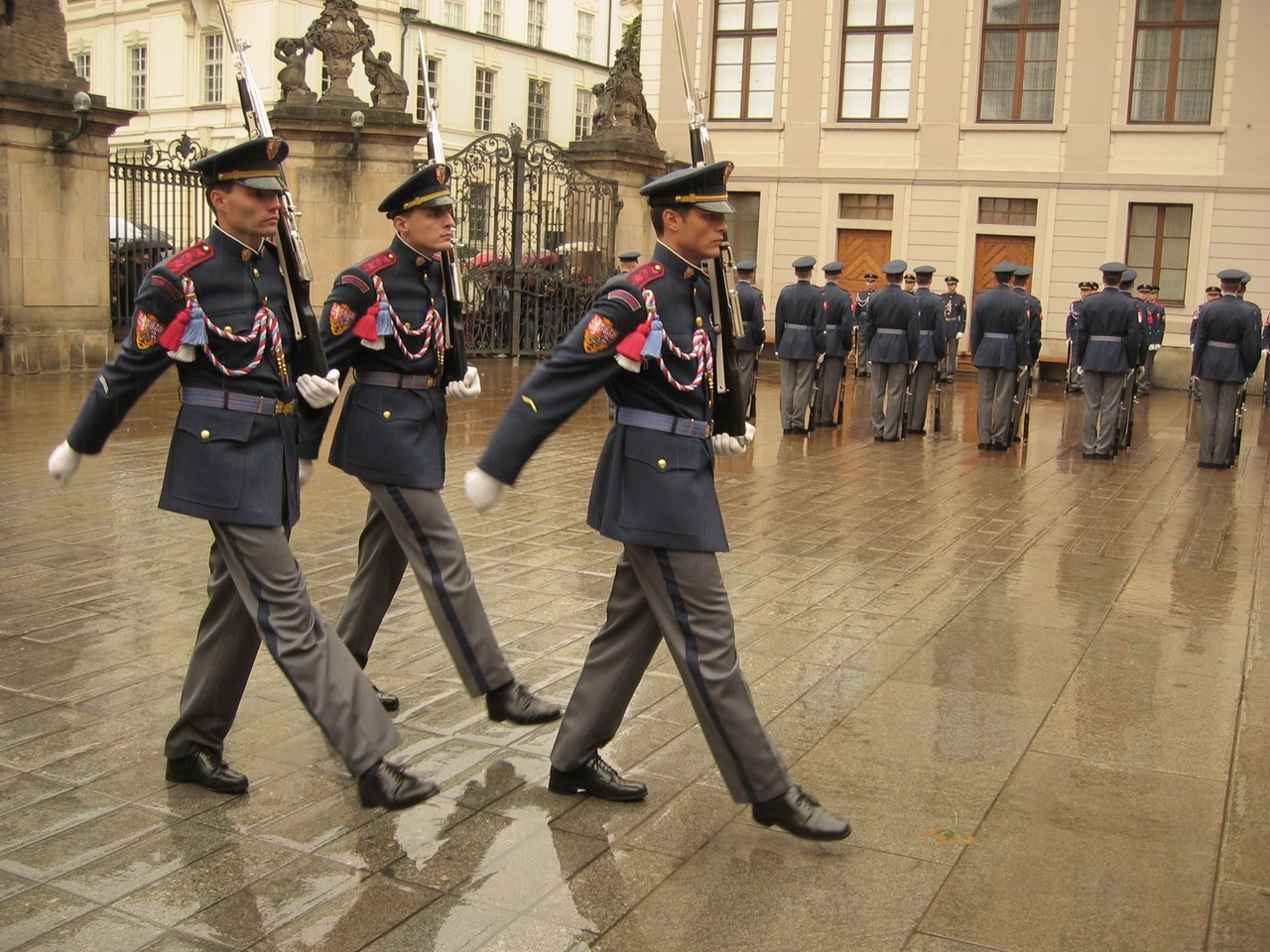
Wisseling van de wacht op de Burcht in Praag
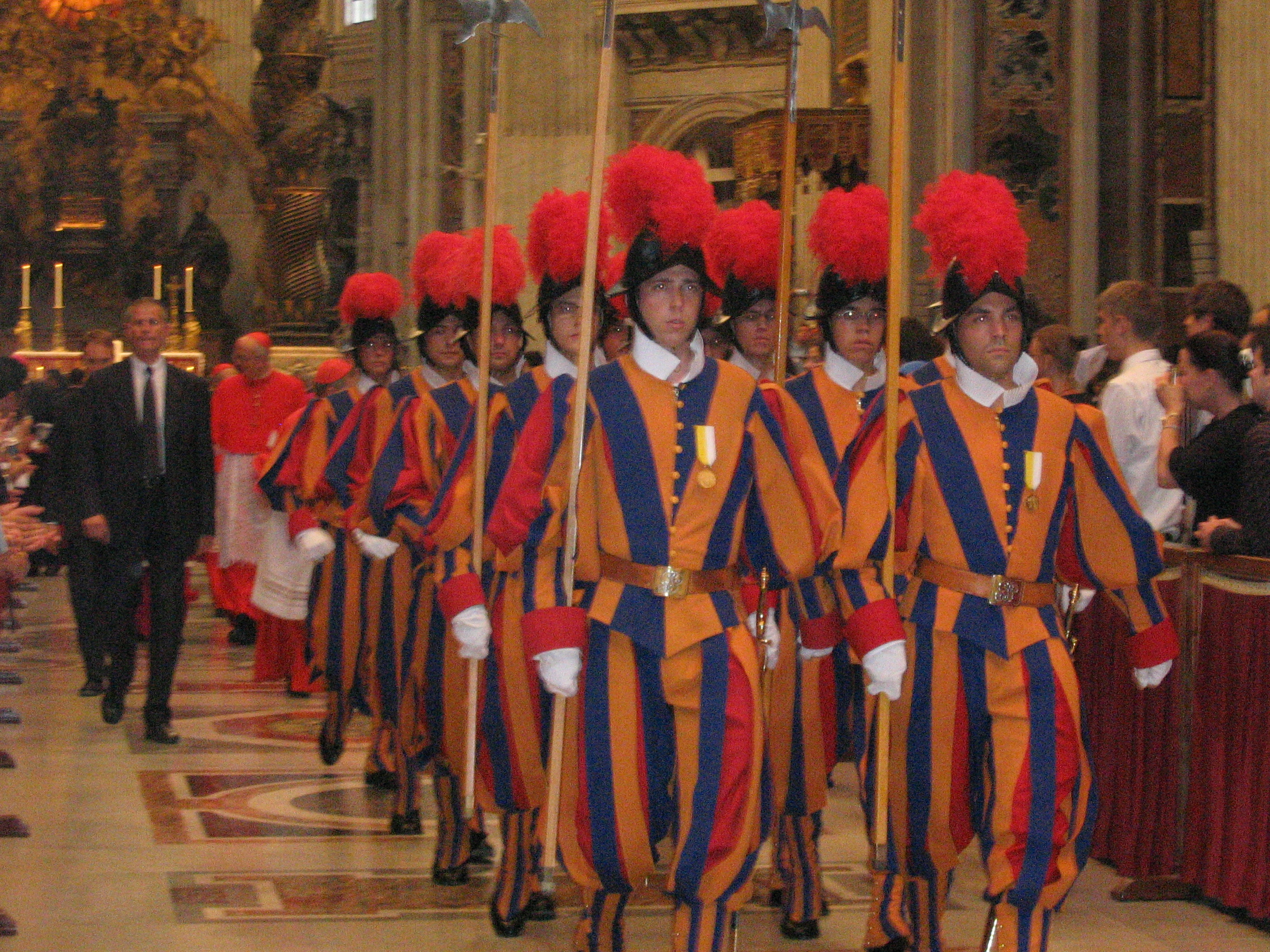
Zwitserse garde tijdens een pontificale processie in het Vaticaan
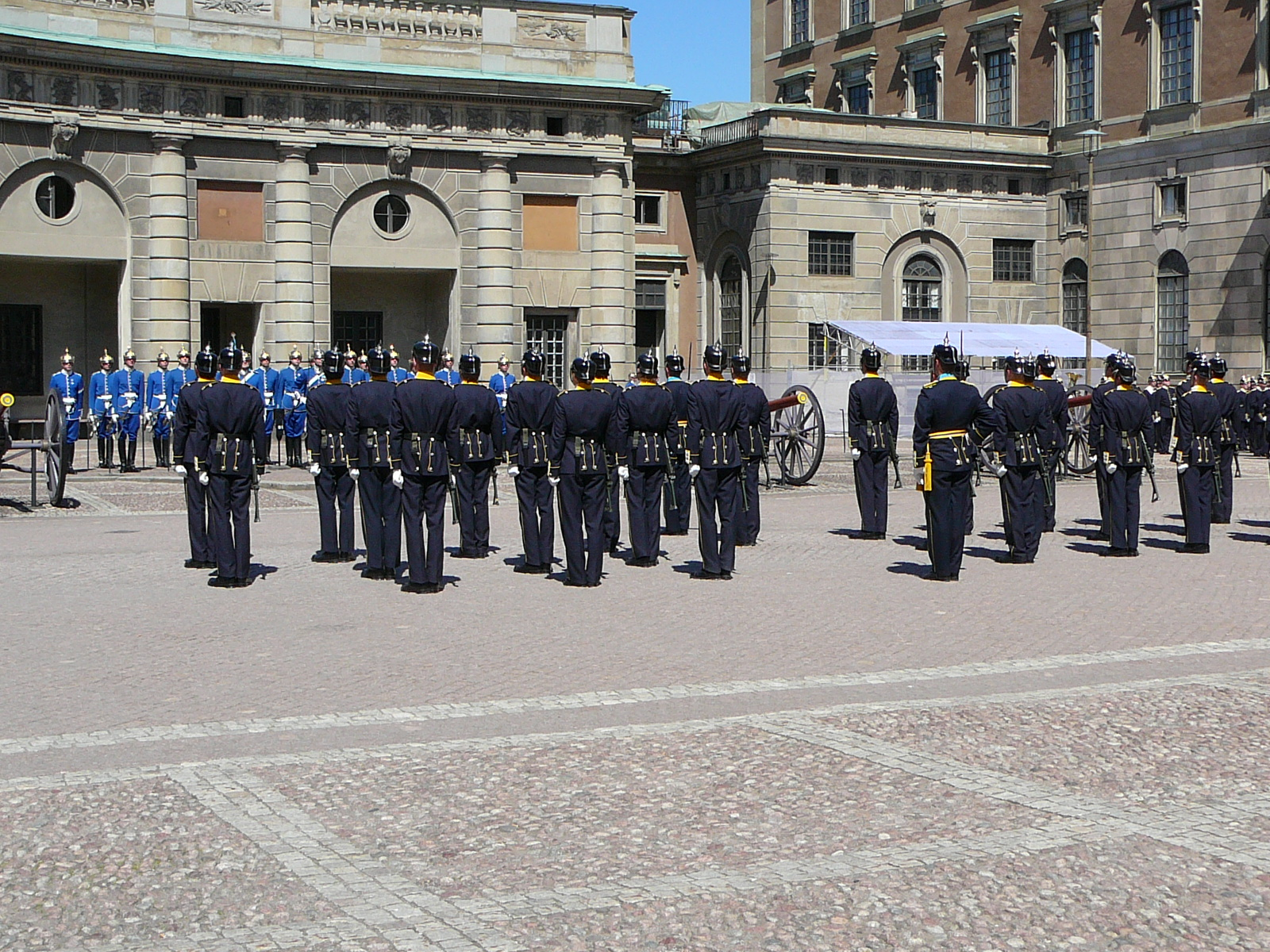
Aflossing van de wacht voor het koninklijk paleis in Stockholm